# مرسي عطا الله
مرسي إسماعيل عطا الله (1943 - 14 فبراير 2023) صحفي ورئيس سابق لمجلس إدارة جريدة الأهرام، ورئيس سابق لنادي الزمالك، وكان رئيس التحرير المؤسس لجريدة الأهرام المسائي، ورئيس تحرير سابق لمجلة الزمالك، وكان رئيس التحرير المُؤسِّس لمجلة الزملكاوية.

## نشأته
وُلد عام 1943 بقرية الجميزة التابعة لمركز السنطة بمحافظة الغربية.

## وفاته
توفي يوم الثلاثاء الموافق 14 فبراير 2023 بعد صراع مع المرض وهو يتلقى العلاج خارج البلاد عن عمر يناهز 80 عاماً.